# Georg Lippert (Drehbuchautor)
Georg Lippert (* 1982 in Tirol) ist ein österreichischer Drehbuchautor und Schauspieler.

## Biografie
Georg Lippert wuchs in Innsbruck und Wien auf und absolvierte von 2003 bis 2007 an der Zürcher Hochschule der Künste ein Schauspielstudium. Währenddessen und danach war er an Theatern in Deutschland und der Schweiz engagiert, unter anderem am Theater Oberhausen und an der Landesbühne Nord in Wilhelmshaven. Von 2012 bis 2014 absolvierte Georg Lippert ein Masterstudium Film an der Hamburg Media School im Fachbereich Drehbuch.

## Drehbücher (Auswahl)
- 2013: Alte Schule (Kurzfilm)[1]
- 2013: Wo wir sind (Kurzfilm)[2]
- 2014: Schuld um Schuld (Kurzfilm)
- 2014: Sadakat/Fidelity (Kurzfilm)[3]
- 2015: Simon sagt „Auf Wiedersehen“ zu seiner Vorhaut
- 2015 bis 2024: Großstadtrevier (7 Folgen)
- 2017: Tatort – Böser Boden (zusammen mit Marvin Kren)
- 2019: Tatort – Die goldene Zeit
- 2019: Aus dem Tagebuch eines Uber-Fahrers (Serie, 6 Folgen, Adaption)[4]
- 2020: Da is’ ja nix (Serie)
- 2024: Crooks (Fernsehserie)
- 2025: Tatort: Im Wahn (Fernsehreihe)

## Auszeichnungen
- 2014: Friedrich-Wilhelm-Murnau-Preis für Wo wir sind
- 2014: Max-Ophüls-Preis für Wo wir sind
- 2015: Filmfestival Max Ophüls Preis für Sadakat
- 2015: Studio Hamburg Nachwuchspreis für Schuld um Schuld (Publikumspreis Bester Kurzfilm)
- 2015: First Steps Award für Sadakat (Bester Kurzfilm)[5]
- 2015: 42nd Student Academy Award in Gold – „Best Foreign Film“ für Sadakat[6]